# Comte de Richmond
Pour les articles homonymes, voir Richmond.
Le titre de comte de Richmond (également écrit Richemont) a été créé de nombreuses fois dans la pairie d'Angleterre. Le titre ne doit pas être confondu avec l'« honneur de Richmond », qui consiste en la possession effective des terres du comté de Richmond.
La ville de Richmond se trouve dans le Yorkshire du Nord.

## Histoire du titre

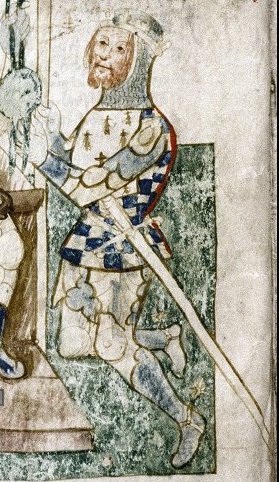
Alain le Roux, premier seigneur de Richmond

### LesPenthièvre: Alain le Roux et ses frères (1070/71-1135/36)
Vers 1071, Guillaume le Conquérant donna à Alain le Roux, fils du comte de Penthièvre, issu d'une branche cadette des ducs de Bretagne, de nombreuses terres formant l'un des trois plus grands ensembles féodaux créés par le Conquérant. Dans le Nord-Ouest du Yorkshire, ces terres avaient appartenu à Edwin († 1071), comte de Mercie, jusqu'à sa révolte en 1069-1070. Elles formaient un très important ensemble compact (environ 200 seigneuries), ce qui est inhabituel pour l'époque. Cet ensemble constitue le centre de l'« honneur de Richmond ». Il permet à Alain le Roux d'établir une force militaire puissante dans le Nord-Ouest du Yorkshire, à la jonction des principales routes venant d'Écosse et entrant dans la vallée d'York. Dans le Domesday Book (1086) il est désigné comme « châtellenie de Richmond ». Outre d'autres terres dispersées dans le Yorkshire, l'honneur inclut des ensembles importants de terres dans les comtés de Cambridge, Norfolk et Suffolk. D'autres possessions sont dispersées dans le Hampshire, le Nottinghamshire, le Hertford et le Northamptonshire.
Alain commence la construction du château de Richmond aux alentours de 1077 : il s'agit sans doute d'un des premiers châteaux normands en pierre construits en Angleterre. Il devient le centre administratif du comté. La ville de Richmond va se développer autour de la forteresse. Alain, bien que n'ayant jamais reçu le titre de comte de Richmond du Conquérant, est parfois considéré comme le premier comte de Richmond. Il meurt en 1093 sans descendance. Son frère Alain II le Noir († 1098) lui succède. Leur dernier frère Étienne Ier († 1135/36), comte de Penthièvre, hérite de cet honneur, et réunit les possessions anglaises et bretonnes de la famille. Il vit en Bretagne et est le premier titulaire à ne pas résider dans le comté. En dépit des nombreuses vicissitudes, cette situation perdure jusqu'au début du XIVe siècle. Par ailleurs, dès 1136, le comté de Richmond est considéré comme un comitatus, c'est-à-dire un comté regroupant des terres contiguës sous l'autorité d'un comte.

### Dans le domaine des ducs de Bretagne
Le fils d'Étienne Alain III le Noir, comte de Cornouailles (1137-1146) est le premier à utiliser le style comte de Richmond. Sa création semble alors implicite. Il épouse Berthe de Bretagne, fille et héritière de Conan III, duc de Bretagne. Il est un partisan du roi Étienne. Il meurt en Bretagne et est inhumé à l'abbaye de Bégard. Son héritier, Conan, est alors mineur. Berthe de Bretagne se remarie avec Eudon de Porhoët qui devient ainsi l'administrateur de fait de l'honneur de Richmond. La mort du duc Conan III de Bretagne, en 1148, fait de Berthe l'héritière du duché. L'honneur de Richmond entre ainsi dans la sphère de l'administration du domaine ducal, assurée alors par Eudon de Porhoët.
À sa majorité Conan IV de Bretagne doit affronter son beau-père qui, soutenu par la plupart des barons de Bretagne, refuse de lui laisser le pouvoir. Réfugié en Angleterre, Conan reçoit l'honneur de Richmond des mains d'Henri II Plantagenêt (1154). Ceci lui permet de disposer de revenus aussi importants que ceux assurés par le domaine ducal de Bretagne. De retour en Bretagne l'année suivante avec l'aide d'Henri II, il ne parvient pas à se dégager de la tutelle de son protecteur. Il conserve l'honneur de Richmond après avoir renoncé au duché de Bretagne et abdiqué en faveur de sa fille Constance en 1166; Henri II profite de sa mort en 1171 pour s'en saisir. Il le remet en 1183 à son fils Geoffroy, devenu duc de Bretagne deux ans plus tôt.
En 1341, Édouard III d'Angleterre donne l'honneur à son fils Jean de Gand et l'administration en est confiée à la reine pendant que son mari est engagé en France dans les premiers combats de la guerre de Cent Ans. Le comté échappe à la maison des ducs de Bretagne jusqu'en 1372.
Il est ensuite donné à Jean IV de Bretagne, duc de Bretagne, qui en dote son fils cadet Arthur dès sa naissance. En 1399, à la suite du renversement d'alliance du duc de Bretagne en faveur du roi de France, ennemi de l'Angleterre, le roi Henri IV retira l'honneur de Richmond aux ducs de Bretagne. L'honneur et son titre sont ainsi séparés définitivement du duché de Bretagne, avec lequel ils avaient été liés depuis la conquête normande. Néanmoins, les membres de la Maison de Bretagne continuèrent pendant longtemps de revendiquer l'héritage de Richmond, tel Arthur III de Bretagne dénommé durant toute sa vie comte de Richemont ou connétable de Richemont.

## Liste des seigneurs et comtes de Richmond

### Comtes de Richmond (premiers seigneurs de Richmond)
- Alain le Roux († 1093), premier seigneur de Richmond de 1071 à 1093, allié de Guillaume le Conquérant constructeur du Château de Richmond, mort sans descendance ;
- Alain le Noir (mort en 1098), frère du précédent, seigneur de Richmond de 1093 à 1098, mort sans descendance ;
- Étienne Ier de Penthièvre, frère cadet des précédents, comte de Richmond de 1098 à environ 1136 ;

### Comtes de Richmond, première création (c. 1136)
- Alain le Noir († 1146), comte de Cornouailles (en anglais : Cornwall)  et comte de Richmond de 1136 à 1148 ;
- Conan IV de Bretagne († 1171), duc de Bretagne. Fils du précédent , comte de Richmond de 1148 à 1171 ;

De 1171 (mort de Conan IV) à 1183, le roi d'Angleterre Henri II garda l'honneur de Richmond jusqu'en 1183, deux ans après le mariage de l'héritière Constance de Bretagne et de son fils Geoffroy.
- Constance de Bretagne (vers 1161-1201), duchesse de Bretagne. Fille de Conan IV et comtesse de Richmond de 1183 à 1201 ;
  - Geoffroy Plantagenêt (1158-1186), duc de Bretagne et comte de Richmond en droit de sa femme (jure uxoris) de 1183 à 1186;
  - Ranulph de Blondeville (1170-1232), duc de Bretagne et comte de Richmond jure uxoris de 1189 à 1199 ;
  - Guy de Thouars († 1213), duc de Bretagne et comte de Richmond jure uxoris de 1199 à 1201 ;
- Arthur Ier de Bretagne (1187-1203), fils de Constance. Duc de Bretagne et comte de Richmond de 1196 à 1203 ;
- Alix de Bretagne (1201-1221), demi-sœur du précédent. Duchesse de Bretagne et comtesse de Richmond de 1203 à 1213 ;

Aliénor, sœur aînée d'Arthur de Bretagne, utilisa le titre purement nominal de comtesse de Richemont. Elle mourut en 1241.

### Comtes de Richmond, deuxième création (1219)
- 1219-1235 : Pierre Mauclerc (c. 1187-1250), duc de Bretagne jure uxoris, puis régent pour son fils, reconnu comte de Richmond par le roi Henri III d'Angleterre.

Titre confisqué en 1235.

### Comtes de Richmond, troisième création (1241)
- 1241-1268  : Pierre II de Savoie (1203-1268), comte de Savoie[11]. Oncle de la reine consort Éléonore de Provence.

### Comtes de Richmond, quatrième création (1268)
- 1268 : Jean Ier le Roux (1217-1286), duc de Bretagne. Concession en 1266, officiellement en 1268[11]. Transmet le titre à son fils en 1268 ;
- 1268-1305 : Jean II de Bretagne (1239-1305), duc de Bretagne. Fils du précédent.

### Comtes de Richmond, cinquième création (1306)
- 1306-1334 : Jean de Bretagne (1266-1334), fils du précédent ;
- 1334-1341 : Jean III de Bretagne (1286-1341), duc de Bretagne. Neveu du précédent.

### Comtes de Richmond, sixième création (1341)
- 1341-1342 : Jean de Montfort († 1345), comte de Montfort-l'Amaury. Demi-frère du précédent.

Titre confisqué.

### Comtes de Richmond, septième création (1342)
- 1342-1372 : Jean de Gand (1340-1399), comte de Lancastre, Lincoln, Derby et Leicester, duc de Lancastre (1362) et duc d'Aquitaine.

Rend le titre en 1372.

### Comtes de Richmond, huitième création (1372)
- 1372-1399 : Jean IV de Bretagne (1339-1399), duc de Bretagne

Titre confisqué en 1399.

### Comtes de Richmond, neuvième création (1414)
- 1414-1435 : Jean de Lancastre (1389-1435), duc de Bedford, comte du Maine et duc d'Anjou.

### Comtes de Richmond, dixième création (1452)
- 1452-1456 : Edmond Tudor (1430-1456), demi-frère d'Henri VI d'Angleterre ;
- 1457-1461 : Henri Tudor (1457-1509), devint Henri VII en 1485. Fils du précédent.

Titre confisqué en 1461.

### Comtes de Richmond, onzième création (1613)
- 1613-1624 : Ludovic Stuart (1574-1624), duc de Lennox, créé duc de Richmond en 1623.